# M – Eine Stadt sucht einen Mörder
M – Eine Stadt sucht einen Mörder is een filmklassieker uit 1931 van Fritz Lang. 
M wordt gezien als de eerste psychologische thriller. Verder roept M het filosofische thema van de vrije wil op. Nog altijd spreekt de film tot veler verbeelding, omdat de thematiek actueel blijft. De hoofdrol wordt vertolkt door Peter Lorre, voor wie deze film zijn grote doorbraak zou zijn.

## Plot
Na een aantal brute kindermoorden neemt de onrust onder de bevolking in een Duitse stad (Berlijn) toe. De politie gaat met man en macht op zoek naar de dader en doet dat zelfs zo grondig dat het daarmee het 'werk' van de plaatselijke onderwereld volledig platlegt. De criminele bazen zien in dat er maar één ding op zit: de kindermoordenaar zelf zoeken.

## Rolverdeling
| Acteur               | Personage                          |
| -------------------- | ---------------------------------- |
| Peter Lorre          | Hans Beckert                       |
| Otto Wernicke        | Inspecteur Karl Lohmann            |
| Gustaf Gründgens     | Der Schränker ("de Kluizenkraker") |
| Theodor Loos         | Inspecteur Groeber                 |
| Ellen Widmann        | Mevrouw Beckmann                   |
| Inge Landgut         | Elsie Beckmann                     |
| Friedrich Gnaß       | Franz de inbreker                  |
| Fritz Odemar         | Valsspeler                         |
| Paul Kemp            | Gauwdief met de vele zakhorloges   |
| Theo Lingen          | Bauernfänger                       |
| Rudolf Blümner       | Verdediger van Beckert             |
| Georg John           | Blinde ballonverkoper              |
| Franz Stein          | Minister                           |
| Ernst Stahl-Nachbaur | Politiechef                        |
| Gerhard Bienert      | Secretaris                         |
| Karl Platen          | Damowitz de nachtwaker             |
| Hertha von Walther   | Prostituee                         |
| Hanna Maron          | Meisje in cirkel (onvermeld)       |